# Cerrito Colorado, Guanajuato
Cerrito Colorado är en ort i Mexiko.   Den ligger i kommunen Victoria och delstaten Guanajuato, i den centrala delen av landet, 230 km nordväst om huvudstaden Mexico City. Cerrito Colorado ligger 1 781 meter över havet och antalet invånare är 197.
Terrängen runt Cerrito Colorado är huvudsakligen kuperad. Cerrito Colorado ligger nere i en dal. Runt Cerrito Colorado är det ganska glesbefolkat, med 24 invånare per kvadratkilometer. Närmaste större samhälle är Doctor Mora, 17,8 km sydväst om Cerrito Colorado. Omgivningarna runt Cerrito Colorado är i huvudsak ett öppet busklandskap.